# Saxifraga carnosula
Saxifraga carnosula är en stenbräckeväxtart som beskrevs av Johannes Mattfeld. Saxifraga carnosula ingår i Bräckesläktet som ingår i familjen stenbräckeväxter. Inga underarter finns listade i Catalogue of Life.